# Nicolae German

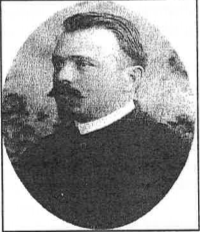
Delegat la Marea Unire din 1918

Nicolae German, cunoscut și ca Nicolae Gherman (n. 1877, Rohia – d. 1943) a fost un delegat în Marea Adunare Națională de la Alba Iulia, organismul legislativ reprezentativ al „tuturor românilor din Transilvania, Banat și Țara Ungurească”, cel care a adoptat hotărârea privind Unirea Transilvaniei cu România, la 1 decembrie 1918..

## Biografie
Nicolae German a studiat teologia, slujind la începutul carierei ca preot în parohia ortodoxă Rohia, din județul Maramureș. Ulterior a fost promovat la rangul de protopop onorar al protoieriei Rohia. A fost director de bancă în Târgul Lăpușului.  În ultima parte a vieții a fost refugiat și numit preot în comuna Sculea, județul Timiș. El a decedat în anul 1943..:p. 116

## Activitatea politică
A reprezentat circumscripția electorală a Lăpușului unguresc, fiind ales cu unanimitate de voturi ca delegat al acelei adunări, împreună cu avocatul Dr. Titus Cirtea..